# Isangano-Nationalpark
Der Isangano-Nationalpark liegt im Nordosten Sambias. Er wurde 1972 ausgewiesen.

## Geografie
Der Park befindet sich unter dem Westhang des mittleren Muchinga-Gebirges am Rande der Bangweulusümpfe in den Distrikten Chilubi und Kasama der Nordprovinz, direkt an der Grenze zur Provinz Muchinga. Seine südöstliche Grenze bildet der Fluss Chambeshi, einen Teil der Westgrenze dessen Nebenfluss Lubansenshi, der ihn auch durchfließt. Die Nordwestgrenze bildet der Fluss Lukutu. Das Gebiet ist allgemein sehr sumpfig. Der Park hat eine Fläche  von 831 km². Die Trockenzeit dauert von Mai bis Oktober.

## Entwicklung
Der Park war lange im Niedergang, da sein Tierbestand durch Wilderei stark litt und der Bevölkerungsdruck ihm immer mehr Land für Ackerbau entzog. Seit 2007 gibt es Bemühungen den Nationalpark wieder besser zu schützen und aufzubauen.